# 伊藤和行
伊藤 和行（いとう かずゆき、1957年 - 2021年7月）は、日本の科学史家。京都大学大学院文学研究科教授。実兄伊藤博明はルネサンス・エンブレム研究の第一人者である。

## 人物・経歴
北海道生まれ。1975年北海道北見北斗高等学校卒業。1979年北海道大学理学部物理学科卒業。1984年から1987年までフィレンツェ大学およびフィレンツェ科学史博物館（現：ガリレオ博物館）に留学。1985年東京大学大学院理学系研究科修士課程科学史・科学基礎論専門課程修了、理学修士。日本学術振興会特別研究員、首都圏での非常勤講師を経て、1995年京都大学文学部助教授。2002年博士（文学）。2006年京都大学大学院文学研究科教授。2008年科学基礎論学会評議員。2009年日本科学哲学会評議員。2014年科学基礎論学会理事。

## 著作
- 『ガリレオ：望遠鏡が発見した宇宙』（中公新書） 2013年

### 共著・編著
- 『イタリア・ルネサンスの霊魂論：フィチーノ・ピコ・ポンポナッツィ・ブルーノ』（根占献一, 伊藤博明, 加藤守通共著、三元社） 2013年
- 『コンピュータ理論の起源』（近代科学社） 2014年

## 翻訳
- 『哲学者と機械：近代初期における科学・技術・哲学』（パオロ・ロッシ、学術書房） 1989年
- 『イタリア・ルネサンスの哲学者』（ポール・オスカー・クリステラー、佐藤三夫監訳、根占献一, 伊藤博明共訳、みすず書房） 1993年
- 『哲学的建築：理想都市と記憶劇場』（ライナルド・ペルジーニ、伊藤博明共訳、ありな書房） 1996年
- 『星界の報告』（ガリレオ・ガリレイ、講談社学術文庫） 2017年